# Рокачёв, Юрий Алексеевич
Юрий Алексеевич Рокачёв (21 июня 1930, Хрустальное, Краснолучский городской совет или Хрустальный, Краснолучский городской совет — 24 февраля 1988, Ворошиловград) — советский хозяйственный и политический деятель.

## Биография
Родился в 1930 году в селе Хрустальное. Член КПСС.
Окончил Новочеркасский политехнический институт.
В 1954—1964 гг. — помощник начальника участка шахты «Юго-Западная» комбината «Ростовуголь», помощник начальника, начальник участка, главный инженер, начальник шахты, начальник шахтоуправления треста «Свердловуголь».
В 1964—1975 гг. — первый секретарь Свердловского горкома КП Украины.
В 1975—1988 гг. — председатель Ворошиловградского областного Совета профсоюзов.
Делегат XXV, XXVI и XXVII съездов КПСС.
Умер в 1988 году в Ворошиловграде.

## Награды
- Орден Трудового Красного Знамени (трижды)
- Орден Знак Почёта